# سكاتمان جون
جون بول لاركين (13 مارس 1942 - 3 ديسمبر 1999) والمعروف باسم سكاتمان جون (بالإنجليزية: Scatman John)‏ موسيقي ومغنٍ أمريكي، ابتكر مزيجًا من موسيقى الغناء والرقص اشتهر في عام 1995 من خلال أغنيته (Scatman (ski-ba-bop-ba-dop-bop التي حققت المرتبة الأولى في النمسا وبلجيكا والدنمارك وفنلندا وفرنسا وأيرلندا والنرويج وإسبانيا وسويسرا. كما وصلت إلى المراكز العشرة الأولى في أستراليا وألمانيا وهولندا واسكتلندا والسويد والمملكة المتحدة ، وأعلى 20 في أيسلندا، والأربعين الأوائل في اليابان ونيوزيلندا.

## سيرة
ولد جون لاركين في مدينة إل مونتي في ولاية كاليفورنيا وكان يعاني من تلعثم شديد في النطق والذي سبب له مشاكل في مرحلة طفولته. بدأ يتعلم البيانو في سن الثانية عشرة وقدم لفن الغناء بعد عامين من خلال تسجيلات مع إلا فيتزجيرالد ولويس أرمسترونغ من بين آخرين. قدم له البيانو وسيلة للتعبير الفني للتعويض عن صعوباته في النطق وقال "اختبأ وراء البيانو لأنه [كان] خائف من التحدث."

## روابط خارجية
- سكاتمان جون على موقع IMDb (الإنجليزية)
- سكاتمان جون على موقع روتن توميتوز (الإنجليزية)
- سكاتمان جون على موقع ميوزك برينز (الإنجليزية)
- سكاتمان جون على موقع ميوزك برينز (الإنجليزية)
- سكاتمان جون على موقع أول ميوزيك (الإنجليزية)
- سكاتمان جون على موقع أول ميوزيك (الإنجليزية)
- سكاتمان جون على موقع ديسكوغز (الإنجليزية)
- سكاتمان جون على موقع ديسكوغز (الإنجليزية)